# Ficus microcarpa
Ficus microcarpa, llamado comúnmente laurel de Indias, es una de las especies del género Ficus nativa del sur y sureste de Asia. Se distribuye naturalmente por las regiones tropicales, considerándose en muchos lugares como especie invasiva.

## Descripción
Es un árbol perenne de gran porte y rápido crecimiento que llega a alcanzar más de 15 m de altura, muy ramificado y con copa voluminosa. Emite raíces aéreas que al tocar el suelo enraízan engrosan y terminan uniéndose al tronco. Las hojas, de color verde oscuro con aspecto coriáceo, se disponen a lo largo de los tallos de forma alterna. Pueden medir entre 4 a 13 cm de longitud. Las diminutas flores blancas, que surgen en gran número entre las axilas de las hojas, son dioicas (flores masculinas y femeninas en distintos individuos). Produce unos pequeños frutos (1 cm) llamados siconos de color verde, tornándose amarillos o rojizos al madurar.
La polinización la efectúa la avispa del higo del género Pegoscapus. Otro posible polinizador es Eupristina verticillata. Otras avispas de los higos, alrededor de 19 especies, están asociadas y no realizan polinización; incluyen miembros de las familias Eurytomidae y Pteromalidae.

## Usos y cultivo
Ficus microcarpa se utiliza como árbol de sombra en las calles de muchas localidades en climas cálidos y subtropicales. 
En España se puede encontrar desde la costa de Cádiz hasta la de Valencia, al igual que en las Islas Baleares y Canarias. Tanto en el Algarve (Portugal), como en la costa siciliana o Chipre, se pueden encontrar ejemplares. 

También se cultiva como planta ornamental para interiores y como bonsái.  

## Ecología
Esta especie se considera una de las principales invasoras en Hawái, Florida, Bermuda, América Central y América del Sur. Los árboles jóvenes se consideran muy agresivos, ya que pueden crecer en las paredes de edificios, puentes, carreteras y otras estructuras de hormigón.
En algunas áreas de las regiones donde se ha introducido, es muy atractivo para la fauna aviar: en São Paulo, Brasil, se listan diez especies alimentándose de sus frutos, especialmente Turdus rufiventris, Pitangus sulphuratus, Turdus leucomelas, Thraupis sayaca y Celeus flavescens. Su fruto y las hojas también son buscados y consumidos por el loro Aratinga leucophthalmus. A pesar de considerarse especie invasiva, su dureza lo convierte en una importante atracción para la fauna aviar en entornos urbanos.

## Taxonomía

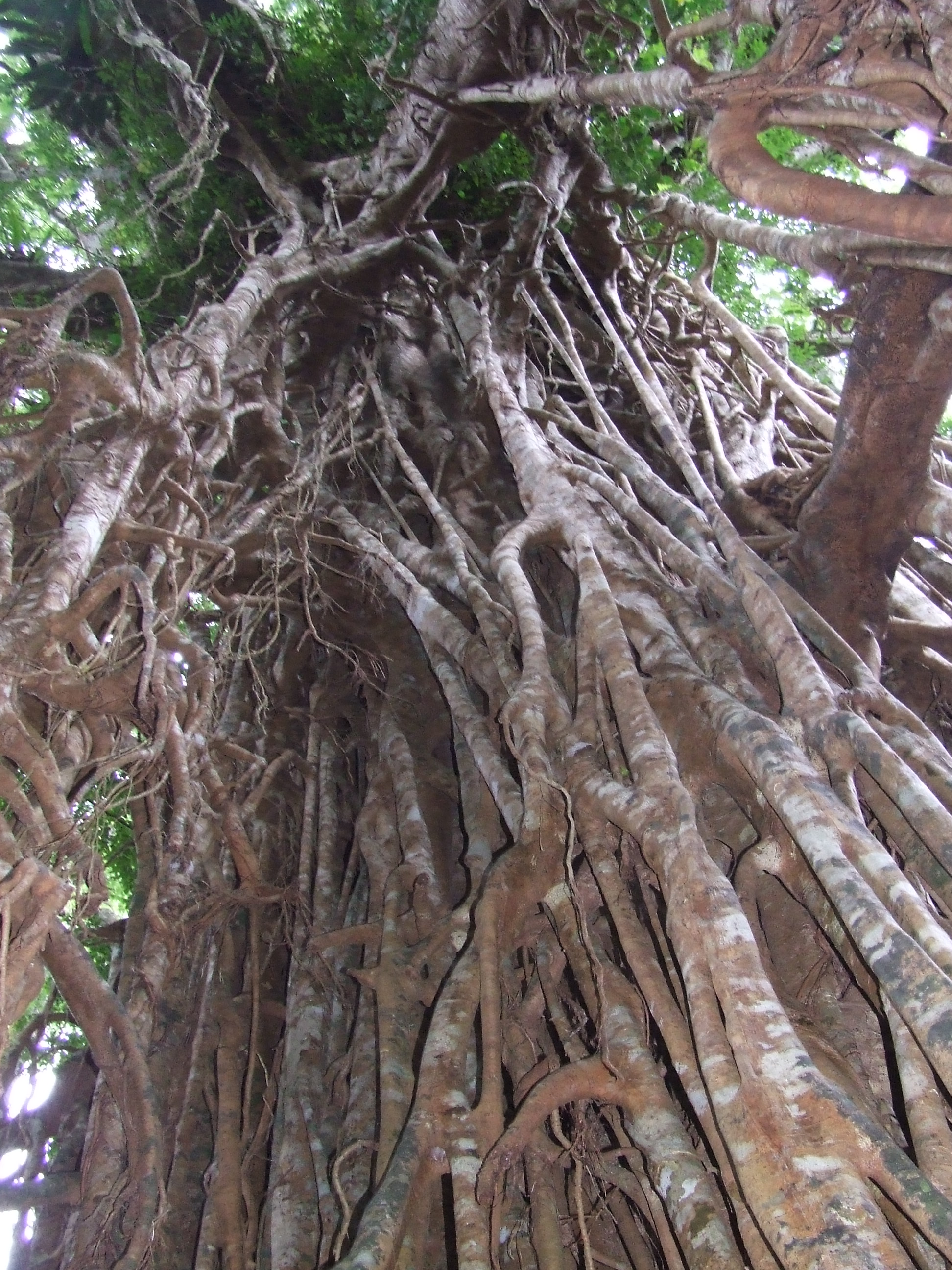
Ejemplar con multitud de raíces aéreas engrosadas y fusionadas al tronco.

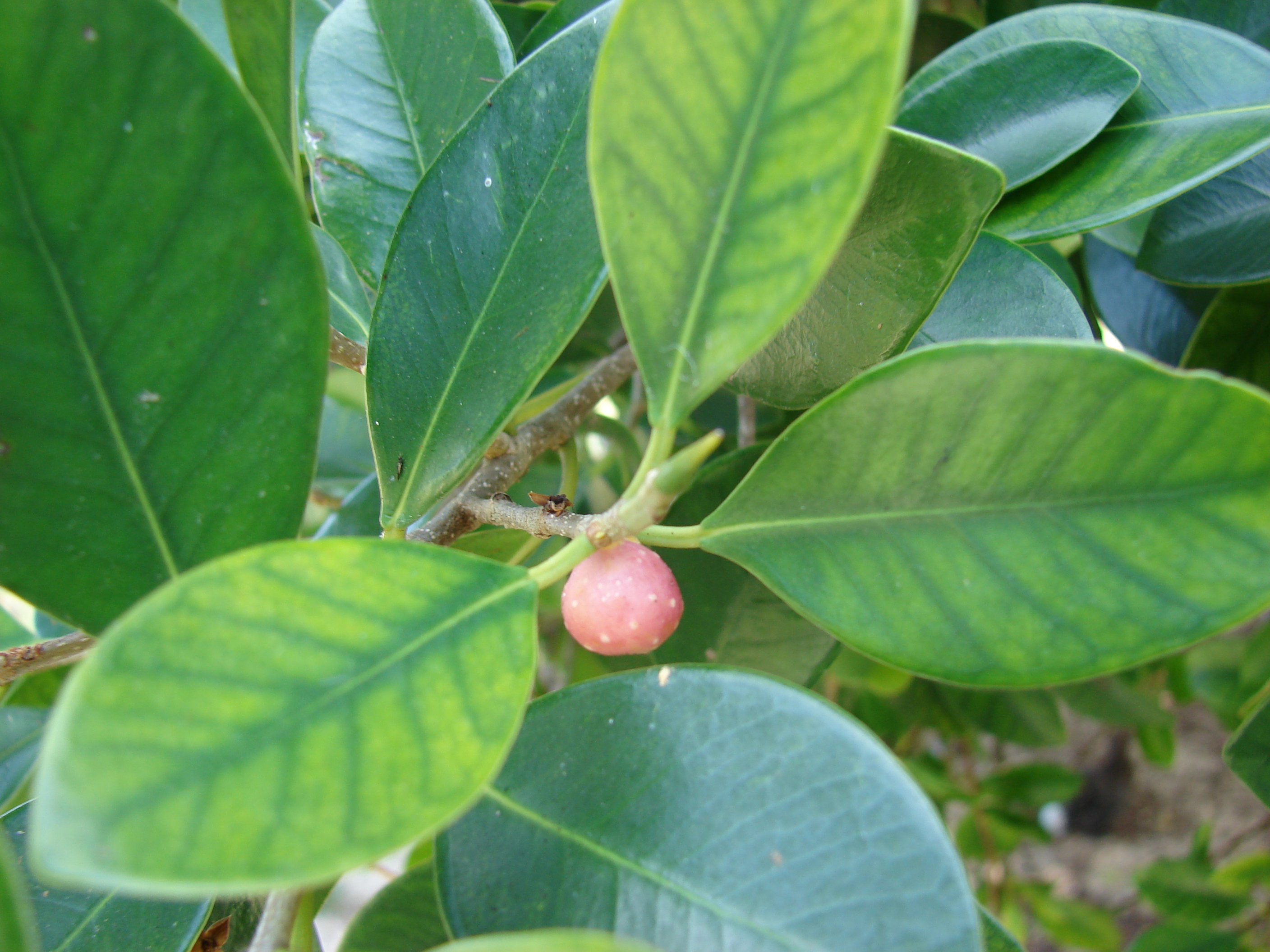
Follaje y fruto maduro.

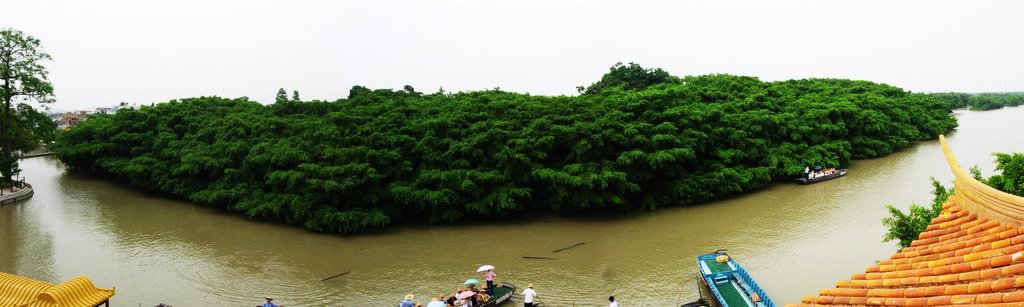
Bosque de F. microcarpa en una isla de Jiangmen, China.

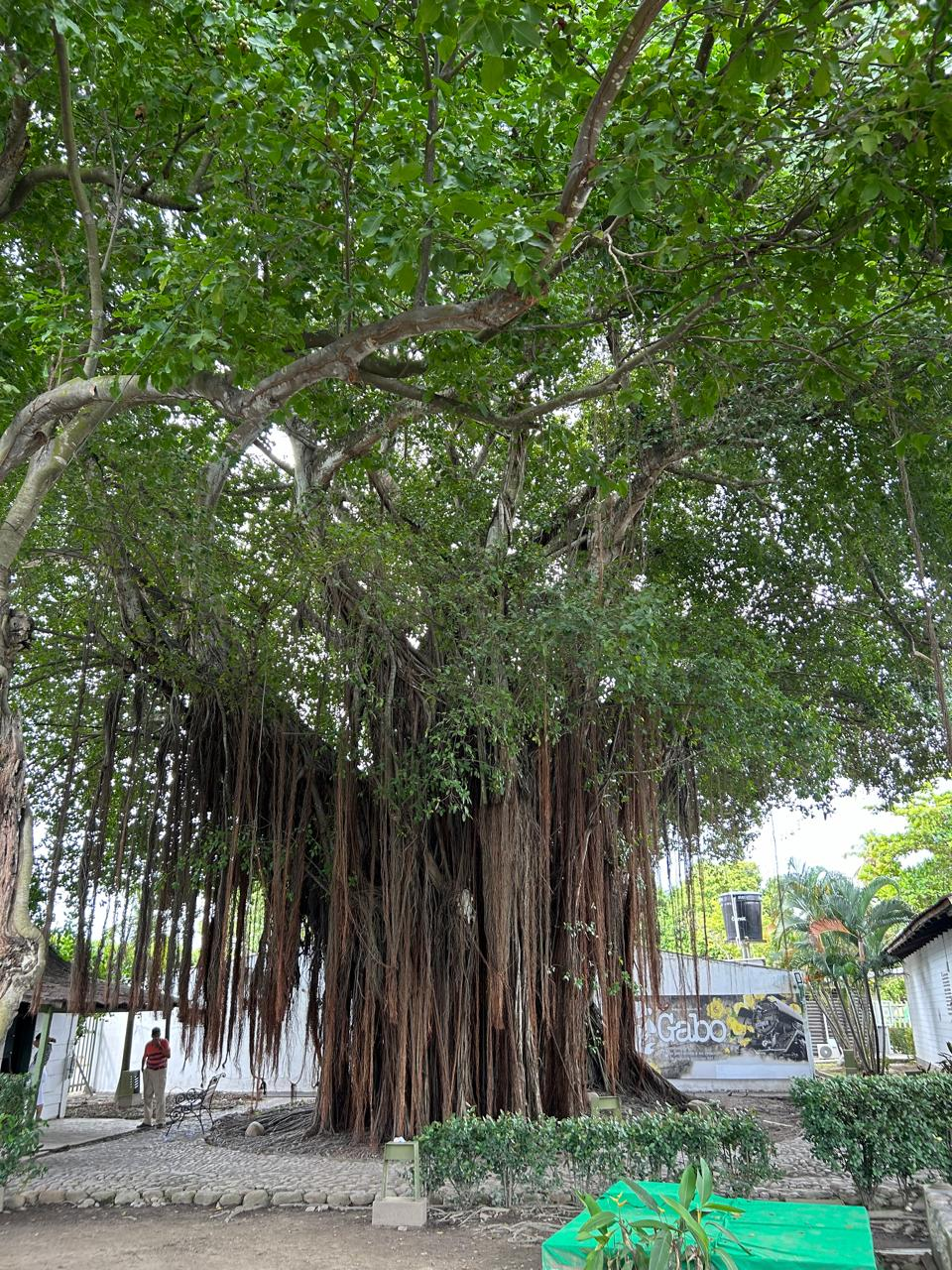
Pivijay en la Casa Museo Gabriel García Márquez. Aracataca, Colombia.

Ficus microcarpa fue descrita por Carlos Linneo el Joven y publicado en Supplementum Plantarum 442. 1781[1782].
Etimología
Ficus: nombre genérico que se deriva del nombre dado en latín al higo.
microcarpa: epíteto latino que significa "con pequeño fruto".
Sinonimia
- Ficus aggregata Vahl
- Ficus amblyphylla (Miq.) Miq.
- Ficus cairnsii Warb.
- Ficus condaravia Buch.-Ham.
- Ficus dahlii K.Schum.
- Ficus dictyophleba F.Muell. ex Benth.
- Ficus dilatata Miq.
- Ficus dyctiophleba F.Muell. ex Miq.
- Ficus littoralis Blume
- Ficus microcarpa var. crassifolia (W.C.Shieh) J.C.Liao
- Ficus microcarpa var. fuyuensis J.C.Liao
- Ficus microcarpa var. latifolia (Miq.) Corner
- Ficus microcarpa var. naumannii (Engl.) Corner
- Ficus microcarpa var. nitida (King) F.C.Ho
- Ficus microcarpa var. oluangpiensis J.C.Liao
- Ficus microcarpa f. pubescens Corner
- Ficus microcarpa var. pusillifolia J.C.Lia
- Ficus naumannii Engl.
- Ficus regnans Diels
- Ficus retusiformis H.Lév.
- Ficus rubra Roth
- Ficus thynneana F.M.Bailey
- Ficus thynneana var. minor Domin
- Urostigma accedens var. latifolia Miq.
- Urostigma amblyphyllum Miq.
- Urostigma microcarpum (L. f.) Miq.
- Urostigma thonningii Miq.

var. hillii (F.M.Bailey) Corner
- Ficus hillii F.M.Bailey
- Ficus prolixa Vieill. & Deplanche
- Ficus schlechteri Warb.

var. saffordii (Merr.) Corner
- Ficus saffordii Merr.	[12]

### Nombres comunes
En algunas regiones, particularmente de México, se le conoce con el nombre vulgar de árbol yucateco o simplemente yucateco (en Sonora, por ejemplo). 
En la Región Caribe de Colombia se conoce como pivijay.

## Referencias

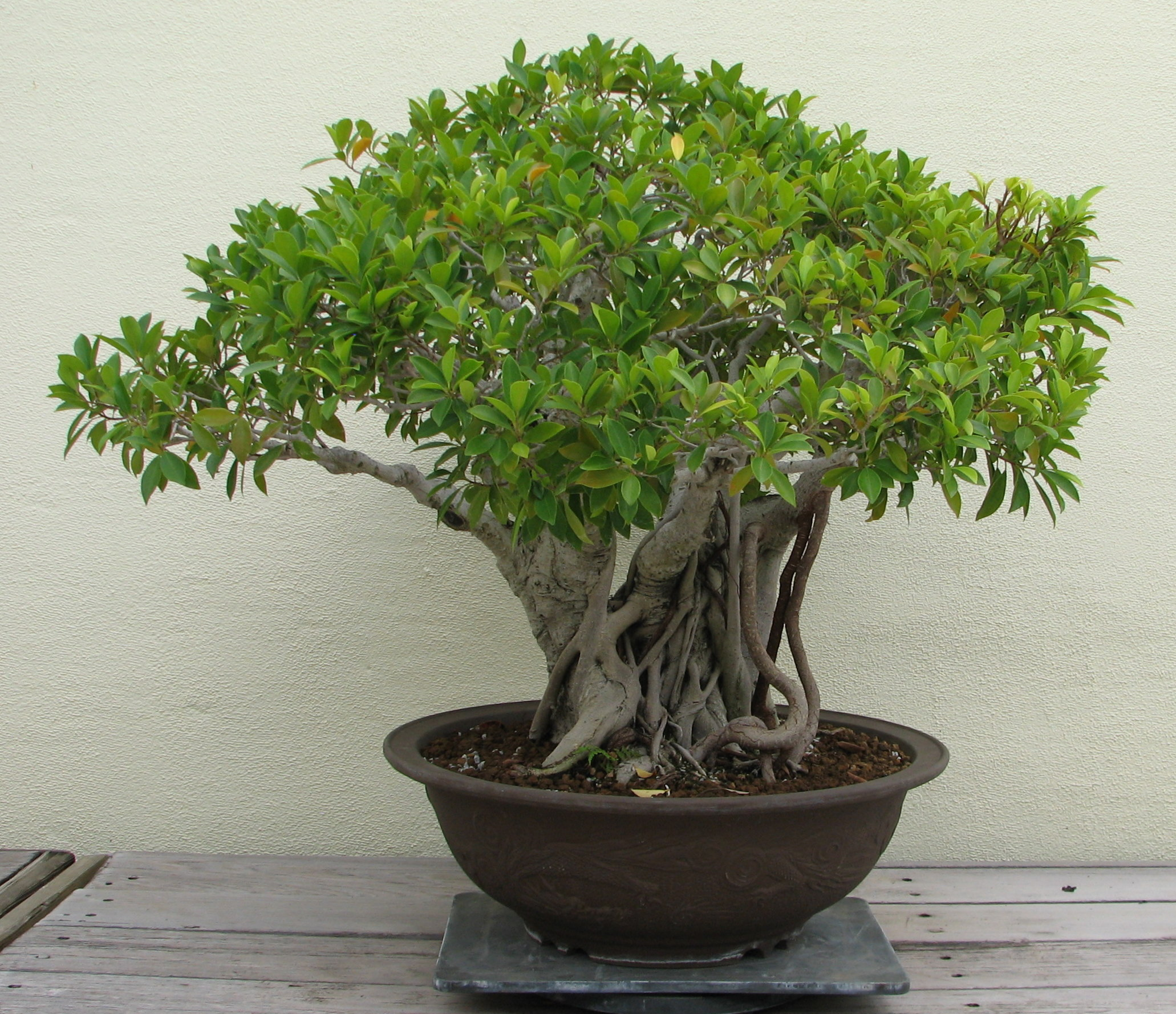
Bonsái de F. microcarpa de unos 100 años.